# Schiessentümpel
De Schiessentümpel (Luxemburgs: Schéissendëmpel) is een waterval in de Zwarte Ernz nabij het plaatsje Müllerthal in Natuurpark Mëllerdall in het oosten van het Groothertogdom Luxemburg. Het is de hoogste waterval van Luxemburg.
De Zwarte Ernz heeft hier vier geulen ingeschuurd in een drempel van zandsteen. Over de waterval is een stenen brug met een houten leuning gebouwd.
De Schiessentümpel is een van de grote attracties van het Luxemburgse Klein Zwitserland. De waterval is bereikbaar via een wandelpad dat vertrekt in Müllerthal, of via de weg van Müllerthal naar Junglinster.
In 1993 is in de buurt van de Schiessentümpel de zeldzame varen Trichomanes speciosum aangetroffen.